# Peres Center for Peace
Il Peres Center for Peace è un'organizzazione non governativa indipendente situata a Giaffa e fondata nel 1996 da Shimon Peres, premio Nobel per la pace (nel 1994, insieme a Yitzhak Rabin e Yasser Arafat) e Presidente dello stato di Israele dal 2007 al 2014. Lo scopo dell'associazione è quello di diffondere una visione del Medio Oriente dove le persone possano lavorare insieme per costruire la pace attraverso la cooperazione socio-economica per lo sviluppo e attraverso l'interazione faccia a faccia tra le persone.

## Obiettivo
Il Peres Center for Peace afferma di voler "far costruire un'infrastruttura di pace e riconciliazione dalle e per le persone del Medio Oriente che promuova lo sviluppo socio-economico attraverso la cooperazione e la comprensione reciproca... I programmi sono pensati per permettere alle diverse popolazioni del territorio di essere attivamente coinvolti nella costruzione della pace al fine di avanzare la creazione di una pace reale, effettiva e duratura.".

## Attività
Le attività del Centro per conseguire la pace rientrano nei seguenti ambiti: Agricoltura e Acqua; Affari ed Economia; Società civile; Community Programs in Jaffa; Cultura, Media e Arti, Medicina e Sanità; Social Media e Tecnologia dell'Informazione (IT) ; Sport.

## Campi di azione
Agricoltura, Acqua e Ambiente
The Peres Center implements programs I attua programmi che facilitano la ricerca transfrontaliera, sviluppo di capacità e la cooperazione al fine di migliorare le pratiche di gestione delle colture, la tutela ambientale e la qualità dell'acqua. I progetti comprendono la gestione transfrontaliera dei parassiti, l'acquacoltura, laboratori di produzione delle colture, la ricerca idrica regionale, la produzione di olio d'oliva in comune e altro ancora..

Business and Economics
Il Centro Peres offre spazio per l'interazione tra attori di entrambe le parti attraverso la ricerca economica comune (in partnership con il Gruppo Aix), workshop di capacity building e di networking professionale a promuovere la cooperazione transfrontaliera in una vasta gamma di settori di attività, tra cui hi-tech, dolciaria, alimentare, tessile e scarpe-making e di più.I progetti comprendono partenariati tra il settore privato, la ricerca economica regionale, progetti turistici transfrontalieri, progetti tecnologici, e la creazione di una directory business palestinese.
Leadership 
Il Centro Peres progetta e realizza programmi che coinvolgono la società civile e la comunità leader israeliani e palestinesi, creando una forte rete transfrontaliera mentre fornendo arricchimento e formazione professionale. Programmi generano canali di dialogo tra palestinesi e israeliani e tra ebrei e arabi in Israele attraverso i campi professionali. [1]I progetti includono scambi giovanili internazionali, un programma di leadership per giovani politici e forum per il dibattito pubblico.
Cultura, Media e Arti
Il Centro Peres offre programmi di teatro, fotografia e arti per adulti giovani e bambini sia ebrei israeliani che arabi palestinesi. I progetti includono un programma di fotoreporter transfrontaliero, un programma d'arte per i bambini, e un gioco che espone i messaggi di convivenza nelle scuole.
Medicina & Salute
In collaborazione con la comunità medica israeliana, il Peres Center promuove la creazione di un sistema medico indipendente palestinese attraverso lo sviluppo delle risorse umane, la promozione di servizi medici complessi e la cooperazione transfrontaliera e il trasferimento delle conoscenze. Inoltre fornisce assistenza medica umanitaria ai bambini e neonati palestinesi. I progetti includono un programma che permette il trattamento dei bambini palestinesi in ospedali israeliani e un programma per la formazione di medici palestinesi.
Social Media e tecnologia
Il Centro Peres progetta programmi che consentano alle popolazioni del Medio Oriente, in particolare i giovani, ad impegnarsi in un dialogo virtuale con l'altro.I progetti includono un gruppo su Facebook, curricula dialogo per gruppi scolastici attraverso centri di calcolo e un gioco di diplomazia basata.
Sport
La Twinned Peace è la scuola sportiva che serve per riunire ragazzi e ragazze israeliani, palestinesi, ebrei e arabi per educare alla pace mediante la pratica comune dello sport. Questi includono: calcio, basket,
basket in carrozzina, cricket, tennis da tavolo e calcio australiano.

## Riconoscimenti
- United Nations Gold Award - Blood Relations Campaign[12]
- Wingate Award - Best NGO in the Field of Peace and Sport 2010[13]
- Ashoka Entrepreneurship Award
- Peace and Sports Award, Monaco – Best NGO 2010 -[14]
- The Global Sports Forum Barcelona - Best Project 2010[15]

## Peres Peace House

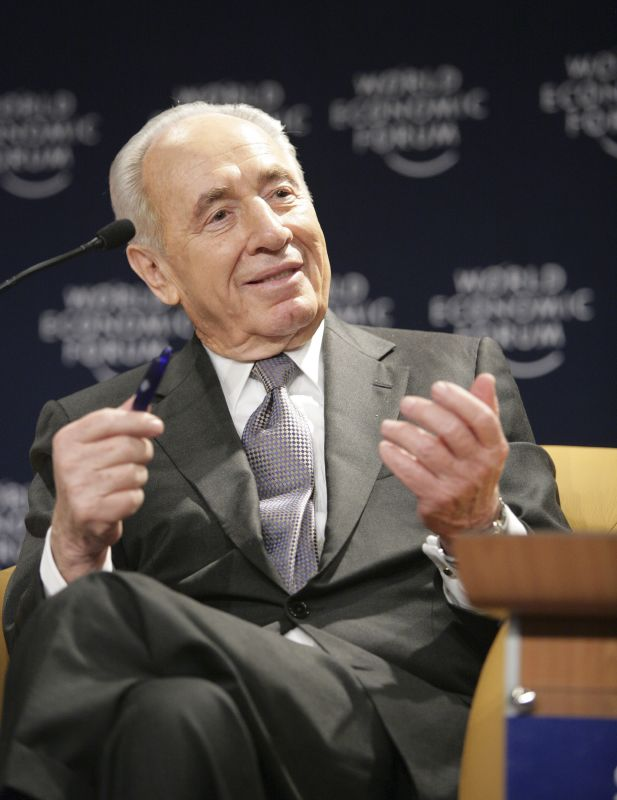
Shimon Peres (2007)

Da dicembre 2009, gli uffici del Centro Peres per la Pace sono alloggiati nel Peres Peace House in Ajami, un quartiere in gran parte
araba di Giaffa.
La Peres Peace House contiene anche gli archivi Shimon Peres, un auditorium e sale conferenze e ospiterà una biblioteca risoluzione dei
conflitti. Molte delle attività del Peres Center, tra cui conferenze pubbliche e attività di coesistenza svolgeranno all'interno del Peres Peace House, nonché attività per l'emancipazione e lo sviluppo delle comunità locali Giaffa. Questi includono i servizi di assistenza legale, programmi di empowerment della comunità e un programma di mentoring per i bambini meno fortunati.
Il costo del centro è stato stimato a 6 milioni di dollari e la linea temporale di tre anni. Secondo Haaretz, a partire da agosto 2009, il
tempo di costo e la costruzione della Casa della Pace è stato molto sottovalutato. Il centro è stato inaugurato nel dicembre 2009. L'edificio (2.500 m²), un punto di riferimento architettonico distintivo della costa di Giaffa, accanto al quartiere arabo povero di Ajami, è stato progettato dal famoso architetto italiano Massimiliano Fuksas.
Nel corso degli anni l'edificio è stato aperto all'uso della comunità araba locale e il centro ha promosso progetti per potenziare i gruppi
locali e singoli individui. Il primo evento tenutosi presso l'edificio era una cerimonia di laurea di 21 donne, per lo più arabi che si è laureato da Empowerment programma economico da donna e ha ricevuto i loro certificati tecnico di computer.

### Premi

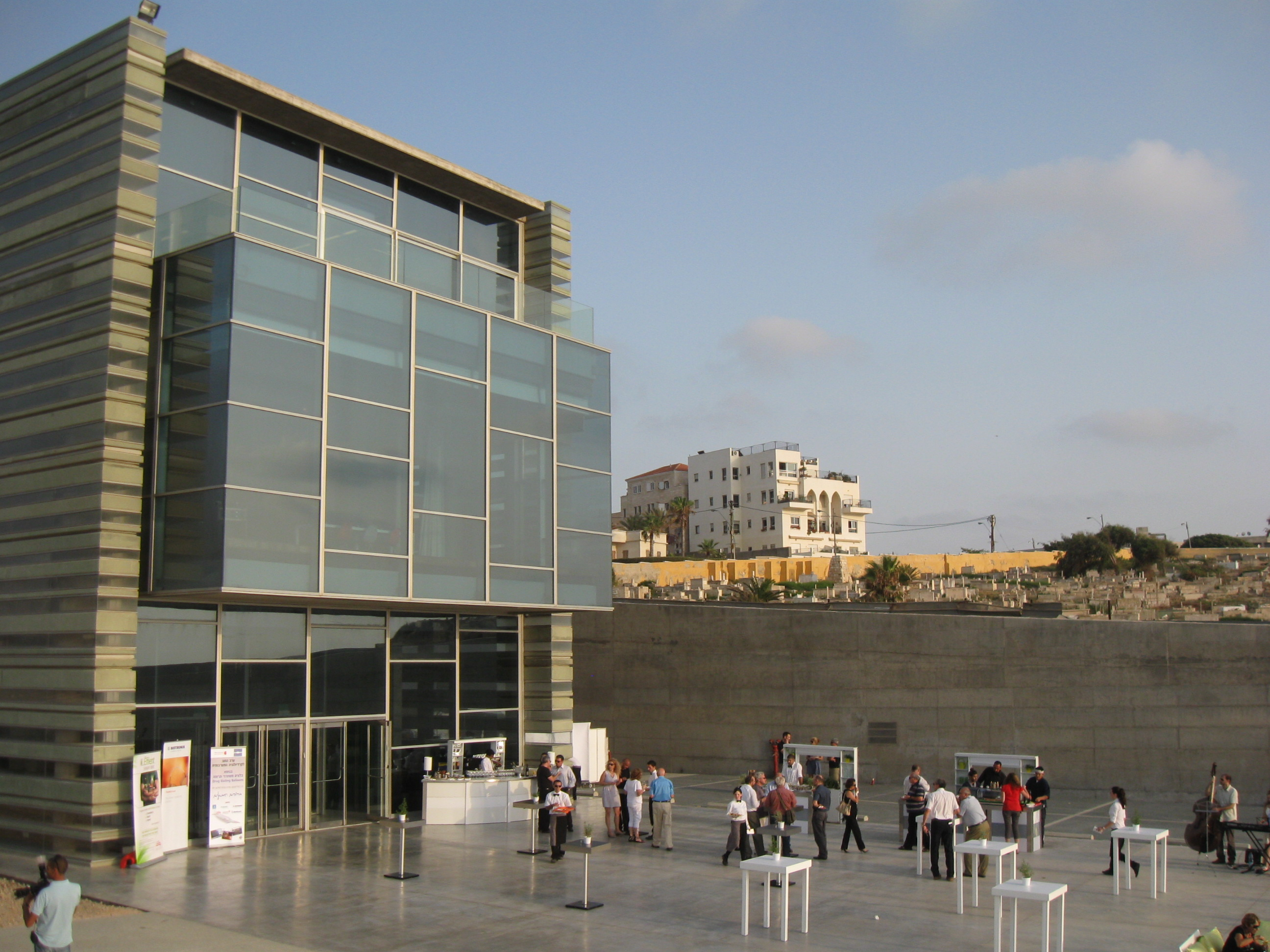
Peres Center, facade

Nel 2010 il Peres Peace House ha vinto il Premio Emilio Ambasz per Green Architecture e la Yesodot Ha'emek Premio per l'Architettura
israeliano.

## Direzione
Il direttore generale del centro è Ido Sharir, già Capo di Stato Maggiore al presidente Peres. Prima di Mr. Sharir, Ron Pundak è stato
Direttore Generale per oltre 10 anni. Gli uomini e le donne che compongono il comitato esecutivo sono amministratori delegati, direttori e presidenti divarie organizzazioni, e studiosi, accademici e giornalisti. Il primo direttore generale del Centro Peres era Ambasciatore Uri Savir, che, insieme a Shimon Peres, ha stabilito l'organizzazione e attualmente è Presidente Onorario.

## Status di esenzione fiscale
L'Agenzia delle Entrate israeliana ha negato la richiesta del Peres Center for Peace di esenzione fiscale. Secondo il quotidiano Haaretz, dopo questa stessa, ha chiesto all'organizzazione di smettere di finanziare la formazione dei medici dalla Striscia di Gaza in ospedali israeliani.La domanda ha portato l'organizzazione a sospenderne l'applicazione, piuttosto che fermare il progetto
Il Centro Peres per la Pace usufruisce del regime di esenzione fiscale negli Stati Uniti, nel Regno Unito e in Italia.